# Jim Gilmore
Jim Gilmore, celým jménem James Stuart Gilmore III. (* 6. října 1949, Richmond, Virginie), je americký politik.

## Život a kariéra
V 70. letech 20. století prošel armádou a pak působil jak agent u kontrarozvědky v Západním Německu. Díky intenzivnímu kurzu mluví plynně německy.
V letech 1998–2002 byl 68. guvernérem státu Virginie. Na přelomu tisíciletí vedl kongresovou komisi, pojmenovanou jeho jménem, která radila prezidentům Billu Clintonovi a Georgi W. Bushovi v otázkách boje proti terorismu, který by byl schopen používat zbraně hromadného ničení. V roce 2001 působil jako předseda Republikánského národního výboru.
Pro prezidentské volby v roce 2008 krátce usiloval o stranickou nominaci, ale kampaň ukončil už v létě 2007, kdy získal republikánskou nominaci na senátora za Virginii, na kterou se plně soustředil. Souboj o senátorské křeslo ovšem prohrál s oponentem z Demokratické strany.
Koncem července 2015 jako v pořadí sedmnáctý republikán Jim Gilmore oznámil kandidaturu na prezidenta.
S manželkou Roxane Gatling Gilmoreovou má dva dospělé syny.